# جين إتش غولاب
جين إتش غولاب (بالإنجليزية: Gene H. Golub)‏ هو عالم حاسوب ورياضياتي وأستاذ جامعي أمريكي، ولد في 29 فبراير 1932 في شيكاغو في الولايات المتحدة، وتوفي في 16 نوفمبر 2007 في ستانفورد في الولايات المتحدة بسبب ابيضاض الدم.